# Kyo Kara Maoh ~Hajimari no Tabi
Kyo Kara Maoh ~Hajimari no Tabi (今日からマ王！ はじマりの旅?), a volte scritto anche come Kyo Kara MAoh ~HajiMAri no Tabi è un videogioco pubblicato dalla Namco per PlayStation 2 il 27 luglio 2006 esclusivamente in Giappone. Il videogioco è ispirato al manga ed anime Kyo Kara Maoh!.